# Cyprus op het Eurovisiesongfestival 1993
Cyprus nam deel aan het Eurovisiesongfestival 1993 in Millstreet, Ierland. Het was de 12de deelname van het land op het Eurovisiesongfestival. De CyBC was verantwoordelijk voor de Cypriotische bijdrage voor de editie van 1993.

## Selectieprocedure
Net zoals het voorbije jaar koos men ervoor om via een nationale finale de kandidaat en het lied aan te duiden voor het festival.
Het festival vond plaats op 23 maart 1993 in Nicosia.
In totaal deden 8 liedjes mee aan de nationale finale.
De winnaar werd gekozen door een 24-koppige jury
| Volgorde | Artiest                | Lied                        | Punten | Plaats |
| -------- | ---------------------- | --------------------------- | ------ | ------ |
| 1        | Alex Panayi            | " Yia sena tragoudo"        | 141    | 3de    |
| 2        | Loukas Hamatsos        | " Monos ki'apopse"          | 103    | 5de    |
| 3        | Haris Koutsavakis      | " Tha perimeno"             | 48     | 8ste   |
| 4        | Marietta Mitsidou      | " Nichta"                   | 180    | 2de    |
| 5        | Yianna Panayidou       | " Olou tou kosmou ta pedia" | 61     | 7de    |
| 6        | Katerina Logotheti     | " Anisicho"                 | 93     | 6de    |
| 7        | Zimboulakis & Van Beke | " Mi stamatas"              | 198    | 1ste   |
| 8        | Elena Peta             | " Nostalgia"                | 112    | 4de    |

## In Millstreet
In Zweden trad Cyprus als 23ste van 25 landen aan, na Spanje en voor Israël. Het land behaalde een 19de plaats met 17 punten. 
België en Nederland hadden geen punten over voor deze inzending.

### Gekregen punten

#### Finale
| 12 punten             | 10 punten     | 8 punten | 7 punten     | 6 punten |
| --------------------- | ------------- | -------- | ------------ | -------- |
|                       | - Griekenland |          |              |          |
| 5 punten              | 4 punten      | 3 punten | 2 punten     | 1 punt   |
| - Verenigd Koninkrijk |               |          | - Denemarken |          |

### Punten gegeven door Cyprus

#### Finale
Punten gegeven in de finale:
| 12 punten | Griekenland         |
| 10 punten | Frankrijk           |
| 8 punten  | Noorwegen           |
| 7 punten  | Ierland             |
| 6 punten  | Zwitserland         |
| 5 punten  | Spanje              |
| 4 punten  | Verenigd Koninkrijk |
| 3 punten  | Portugal            |
| 2 punten  | IJsland             |
| 1 punt    | Malta               |

1981 · 1982 · 1983 · 1984 · 1985 · 1986 · 1987 · 1988 · 1989 · 1990 · 1991 · 1992 · 1993 · 1994 · 1995 · 1996 · 1997 · 1998 · 1999 · 2000 · 2001 · 2002 · 2003 · 2004 · 2005 · 2006 · 2007 · 2008 · 2009 · 2010 · 2011 · 2012 · 2013 · 2014 · 2015 · 2016 · 2017 · 2018 · 2019 · 2020 · 2021 · 2022 · 2023 · 2024 · 2025